# Талсинский край
Та́лсинский край (латыш. Talsu novads, лив. Tālsa mōgõn) — административно-территориальная единица на северо-западе Латвии, в историко-культурной области Курземе.  Край состоит из 18 волостей и городов Валдемарпилс, Сабиле, Стенде и Талси, который является центром края. Граничит с Вентспилсским, Кулдигским и Тукумским краями.

## История
Край был образован 1 июля 2009 года из части расформированного Талсинского района. Первоначально состоял из 14 волостей и 4 городов. В ходе административно-территориальной реформы Латвии 2021 года, к краю были присоединены 2 волости из упразднённого Дундагского края, Мерсрагский край, преобразованный в одноимённую волость и Ройский край, преобразованный в одноимённую волость. Площадь укрупнённого края составила 2749 км².

## География
Край расположен в северной части Курземского полуострова; его северный берег омывается Ирбенским проливом Балтийского моря, а восточный — Рижским заливом. Балтийское море отделено от Рижского залива мысом Колкасрагс, самой северной точкой Курземского полуострова. На востоке края, к северу от села Мерсрагс, находится одноимённый мыс — второй по величине и заметности мыс после Колкасрагса в Латвии. Вдоль морского побережья в северной и северо-восточной части края протянулась Приморская низменность — песчаная равнина абразии и аккумуляции древних морей, которая делится на Ирвенскую равнину на севере края и Энгурскую равнину на востоке. Среднюю часть края занимает  Восточно-Курземская возвышенность, которая делится на Дундагское поднятие (на севере) и Ванемское нагорье (на юге), разделенные Ройской долиной. Северную границу Дундагского поднятия образует крутой берег бывшего Балтийского ледникового озера — Шлитерские Голубые горы (75 м над уровнем моря). Самая высокая вершина Талсинского холмистого массива в Ванемском нагорье, Кампаркалнс (175 м над уровнем моря), также является самой высокой точкой рельефа в крае. Западная часть края расположена на Угальской равнине Куршской низменности, южная часть за долиной Абавы — на северном склоне Салдусской холмистой равнины Восточно-Курземской возвышенности. Леса занимают более половины территории края, в западной части много болот (всего болота занимают около 7 % территории края).

### Климат
Территория разделена на три климатических региона: прибрежный, Курземская равнина и Курземская возвышенность. Осадков 550—700 мм в год, максимум на западе. Среднемесячная температура января -3 - -4 °С, июля +16,5 - +17 °С.

### Реки
Край расположен в бассейнах Венты и нескольких прибрежных рек. Крупнейшие реки: в коротком отрезке Абава с притоком Вирбупе, Роя, верховья Стенде со Силупе, Видусупе, Шкеде, Дурсупе, Дзедрупе, Паце, Мелнсилупе, Пилсупе. 

### Озера
Крупные озёра входят в состав края лишь частично — северная часть озера Энгурес и северо-восточная часть озера Усмас. Среди других озер наиболее значительными являются озера Сасмакас, Спарес, Лайдзес, Гулбью, Пацес, Плунчу, Лубезерс и Мордангас.

## Население
На 1 января 2023 года население края составляло 37 663 человека.
Национальный состав населения края по итогам переписи населения Латвии 2011 года в границах того времени был распределён таким образом:
| Национальность | Численность, чел. (2011) | %        |
| -------------- | ------------------------ | -------- |
| Латыши         | 29 074                   | 93,13 %  |
| Русские        | 871                      | 2,79 %   |
| Белорусы       | 259                      | 0,83 %   |
| Украинцы       | 188                      | 0,60 %   |
| Поляки         | 164                      | 0,53 %   |
| Литовцы        | 140                      | 0,45 %   |
| Другие         | 523                      | 1,68 %   |
| всего          | 31 219                   | 100,00 % |

### Изменения количества населения
В существующих на 2022 год границах.
| N#  | Название     | Статус | Волость      | Население (2021) |
| --- | ------------ | ------ | ------------ | ---------------- |
| 1.  | Талси        | Город  | —            | 9571             |
| 2.  | Роя          | Село   | Ройская      | 2140             |
| 3.  | Стенде       | Город  | —            | 1652             |
| 4.  | Сабиле       | Город  | —            | 1471             |
| 5.  | Дундага      | Село   | Дундагская   | 1400             |
| 6.  | Мерсрагс     | Село   | Мерсрагская  | 1332             |
| 7.  | Валдемарпилс | Город  | —            | 1269             |
| 8.  | Лауциене     | Село   | Лауциенская  | 727              |
| 9.  | Пастенде     | Село   | Гибульская   | 681              |
| 10. | Колка        | Село   | Колкская     | 640              |
| 11. | Лайдзе       | Село   | Лайдзенская  | 547              |
| 12. | Вандзене     | Село   | Вандзеннская | 535              |

## Территориальное деление
- Абавская волость (латыш. Abavas pagasts)
- Арлавская волость (латыш. Ārlavas pagasts)
- Балгальская волость (латыш. Balgales pagasts)
- Валдгальская волость (латыш. Valdgales pagasts)
- город Валдемарпилс (латыш. Valdemārpils)
- Вандзенская волость (латыш. Vandzenes pagasts)
- Вирбская волость (латыш. Virbu pagasts)
- Гибульская волость (латыш. Ģibuļu pagasts)
- Дундагская волость (латыш. Dundagas pagasts)
- Ивская волость (латыш. Īves pagasts)
- Колкская волость (латыш. Kolkas pagasts)
- Кульциемская волость (латыш. Ķūļciema pagasts)
- Лайдзская волость (латыш. Laidzes pagasts)
- Лауциенская волость (латыш. Laucienes pagasts)
- Либагская волость (латыш. Lībagu pagasts)
- Лубская волость (латыш. Lubes pagasts)
- Мерсрагская волость (латыш. Mērsraga pagasts)
- Ройская волость (латыш. Rojas pagasts)
- город Сабиле (латыш. Sabile)
- город Стенде (латыш. Stende)
- Страздская волость (латыш. Strazdes pagasts)
- город Талси (латыш. Talsi)